# Pierre Izac
Pierre Izac, ou Pierre Isac, né le 7 janvier 1838 à Pamiers dans l'Ariège et mort dans la même ville le 17 octobre 1911, est architecte de la ville de Pamiers à partir de 1865.

## Biographie
Fils de Jean Izac, charpentier, et de Magdeleine Delprat, il est élève de l'école des Beaux-Arts (1862-1864).
Il a en particulier construit deux établissements thermaux : celui d'Aix-les-Bains et celui d'Ussat-les-Bains. Il est ensuite nommé architecte diocésain le 16 juillet 1901, avant de démissionner le 10 novembre 1909.